# رومئو سانتوس
آنتونی سانتوس (اسپانیایی: Anthony Santos‎؛ زادهٔ ۲۱ ژوئیهٔ ۱۹۸۱) شناخته شده با نام رومئو سانتوس، یک خواننده و تهیه‌کننده موسیقی اهل ایالات متحده آمریکا است.